# U 805
U 805 war ein von der Kriegsmarine im Zweiten Weltkrieg eingesetztes U-Boot vom Typ IX C/40. Das U-Boot konnte keine Schiffe versenken oder beschädigen und wurde am 14. Mai 1945 – nach der Kapitulation der Wehrmacht – bei Portsmouth, New Hampshire der US Navy übergeben.

## Bau und Ausstattung
U 805 hatte an der Oberfläche eine Wasserverdrängung von 1144 t und unter Wasser 1257 t. Es war insgesamt 87,6 m lang, 7,5 m breit, 10,2 m hoch mit einem 68,5 m langen und 4,4 m breiten Druckkörper und hatte einen Tiefgang von 5,35 m. Das in der Deschimag Seebeckwerft in Bremerhaven-Geestemünde gebaute U-Boot wurde von zwei MAN-Viertakt-Dieselmotoren M9V40/46 mit je 9 Zylindern und einer Leistung von 3240 kW, bei Unterwasserbetrieb mit zwei Elektromotoren der Siemens-Schuckertwerke mit einer Leistung von 370 kW angetrieben. Es hatte zwei Antriebswellen mit zwei 1,92 m großen Schiffsschrauben. Das Boot war zum Tauchen bis in Tiefen von 150 m als reguläre Tauchtiefe, maximal bis zu 200 m geeignet.
Das U-Boot erreichte an der Oberfläche Geschwindigkeiten von bis zu 18,3 Knoten und unter Wasser bis zu 7,3 Knoten. Aufgetaucht konnte das Boot bei 10 Knoten bis zu 13.850 Seemeilen weit fahren, untergetaucht bei 4 Knoten bis zu 63 Seemeilen. U 805 war mit sechs 533-mm-Torpedorohren – vier am Bug und zwei am Heck – und 22 Torpedos, einer 10,5-cm-Schnellladekanone SK C/32 mit 180 Schuss Munition, einer 3,7-cm-FlaK SK C/30 und einer 2-cm-FlaK C/30 ausgestattet.

## Mannschaft
Die Mannschaftsstärke des U-Boots betrug 48 bis 60 Mann. Bei seiner letzten Fahrt waren es 52 Mann.

## Einsätze
Nach seiner Indienststellung diente U 805 unter dem Kommando des Kapitänleutnants Richard Bernardelli (1915–1991) ab 13. Februar 1944 als Ausbildungsboot und wurde zunächst in Wesermünde, dann in verschiedenen Ostseehäfen erprobt. Vom 23. Januar bis zum 10. Februar 1945 wurde es in Kiel für die erste Feindfahrt ausgerüstet. Dann wurde es über Horten (Norwegen) und Kristiansand nach Trondheim verlegt, wo es am 3. März 1945 eintraf. Am 11. März 1945 lief U 805 aus dem Trondheimer Hafen aus, um als Teil der U-Boot-Gruppe „Seewolf“ im Nordatlantik vor der Ostküste der USA zu operieren. Hierbei gelangen keine Versenkungserfolge. Am 24. April 1945 wurde U 805 nordwestlich der Azoren Zeuge der Versenkung von U 546, das kurz zuvor den US-Zerstörer USS Frederick C. Davis versenkt hatte, durch mehrere US-amerikanische Zerstörer im Zuge der Operation Teardrop. Obwohl auch U 805 zunächst geortet wurde, konnte es entkommen. Nach der Kapitulation der Wehrmacht am 8. Mai 1945 ergab sich U 805 mit seiner 52-köpfigen Besatzung am 16. Mai 1945 in Portsmouth (New Hampshire) den US-Amerikanern.

## Verbleib des U-Bootes
Nach der Kapitulation wurde das Boot den USA zugesprochen und führte unter der Flagge der USA entlang der Ostküste der USA eine Siegesfahrt durch („Victory Visits“). Am 4. Februar 1946 wurde U 805 bei der Operation Scuppered der US Navy vor der Atlantikküste der USA durch das U-Boot Sirago (SS-485) versenkt.